# Dirk Metz

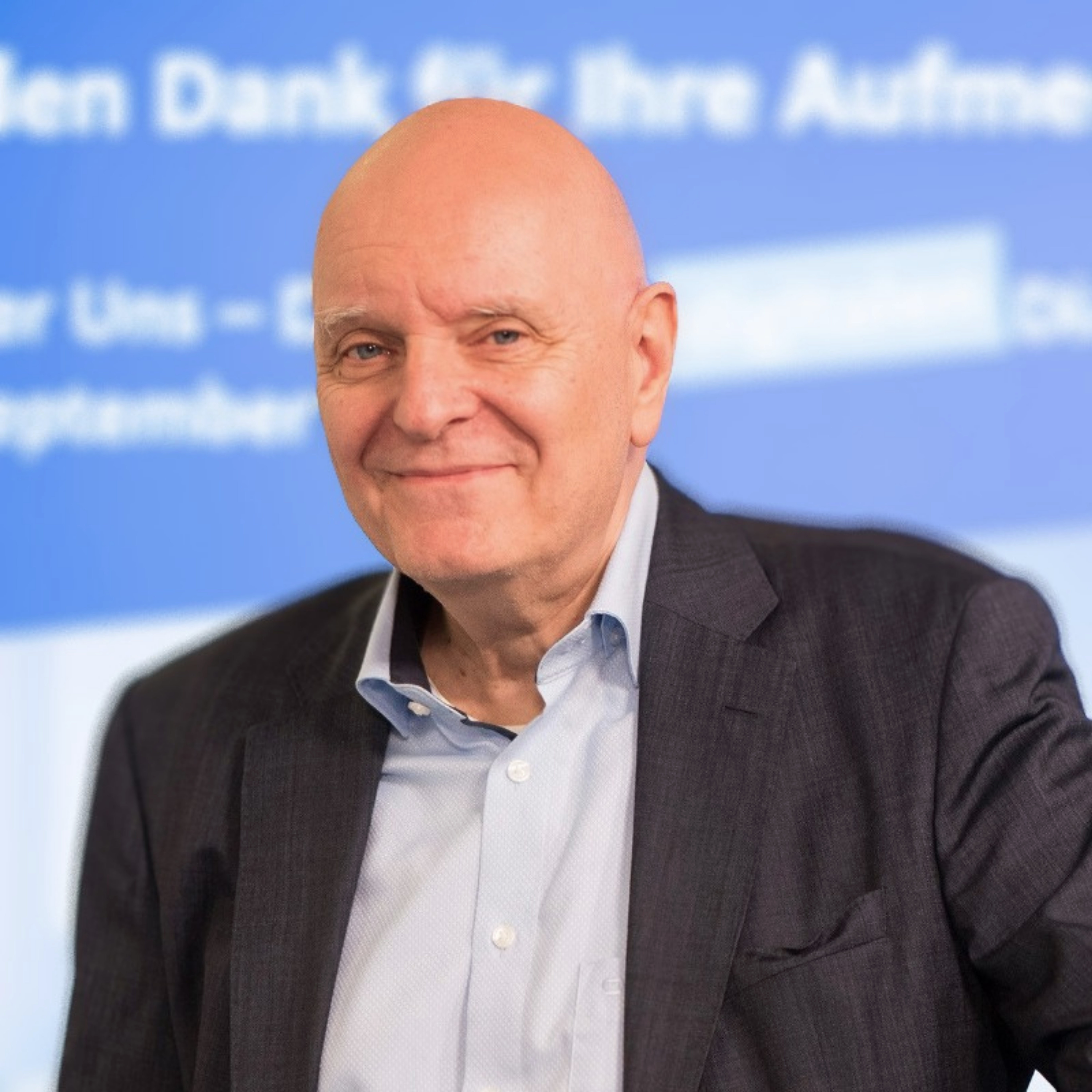
Dirk Metz (2022)

Dirk Metz (* 9. Januar 1957 in Siegen) ist ein deutscher Kommunikationsberater und ehemaliger Politiker (CDU). Er ist seit 2010 Inhaber einer Kommunikationsagentur in Frankfurt am Main. Zuvor war er Staatssekretär in der Hessischen Staatskanzlei und Sprecher der Hessischen Landesregierung im Kabinett von Ministerpräsident Roland Koch.

## Leben
Nach seinem Wehrdienst, einem Volontariat bei der Siegener Zeitung und anschließender Tätigkeit als Redakteur bei der Siegener Zeitung studierte Dirk Metz Politische Wissenschaften, Soziologie sowie Wirtschafts-, Verfassungs- und Sozialgeschichte in Bonn. Zudem war er von 1985 bis 1987 Chefredakteur der JU-Zeitschrift Die Entscheidung. In seiner Heimat war er Stadtverordneter und Kreistagsabgeordneter der CDU. Danach war er Pressesprecher der CDU Hamburg und Redakteur beim Westfalen-Blatt in Bielefeld. Außerdem arbeitete Dirk Metz als Pressesprecher der CDU Hessen und der CDU-Fraktion im Hessischen Landtag. Seit dem Wahlsieg der CDU bei der Landtagswahl 1999 war Metz Staatssekretär und Sprecher der Hessischen Landesregierung. Mit dem Rücktritt von Ministerpräsident Roland Koch schied auch Dirk Metz 2010 aus dem Amt aus und wurde auf eigenen Wunsch in den einstweiligen Ruhestand versetzt. Sein Nachfolger wurde Michael Bußer.
2010 machte er sich als freier Kommunikationsberater in Frankfurt am Main selbstständig. Die von ihm geführte Agentur berät Unternehmen, Verbände und Persönlichkeiten in Fragen der Kommunikation, unter anderem mit der Spezialisierung auf Krisenkommunikation, und veranstaltet Medientrainings, Coachings und Workshops für Presse- und Öffentlichkeitsarbeit, strategische Kommunikation und Krisenkommunikation.
Neben seiner Kommunikationsagentur vermittelt Metz seit 2013 über die Redneragentur „Mikro Frei“ Persönlichkeiten aus Wirtschaft, Sport, Medien und Politik.
Dirk Metz veröffentlicht Gastbeiträge und Kolumnen in deutschen Tageszeitungen – unter anderem in der Frankfurter Allgemeinen Zeitung, der Frankfurter Neuen Presse, der Börsen-Zeitung und der Verlagsgruppe Rhein Main VRM (AZ Mainz, Darmstädter Echo, Wiesbadener Kurier).
Im Juni 2013 wurde Dirk Metz in den PR-Beirat für die Studiengänge „Öffentlichkeitsarbeit und Unternehmenskommunikation“ und „Angewandte Kommunikationswissenschaft“ an der Fachhochschule Kiel berufen. Metz ist zudem seit 2014 Jury-Mitglied des Foto-Wettbewerbes PresseFoto Hessen-Thüringen des Deutschen Journalistenverbandes.

## Sport
Im Januar 2017 wurde Metz in das Kuratorium der DFB-Kulturstiftung berufen. Seit 2016 ist Metz Mentor der Stiftung Deutsche Sporthilfe und moderierte ab 2017 rund 15 sog. „Elite-Foren“ der Deutschen Sporthilfe. Ebenso nimmt Metz mit seiner Agentur seit Oktober 2013 an der Initiative „Sprungbrett Zukunft“ der Deutschen Sporthilfe teil. Dem Beirat der Sozialstiftung des Hessischen Fußballs gehört er seit 2010 an und ist seit 2016 stellvertretender Vorsitzender. Seit 2008 ist er Mitglied im Beirat der Gerald-Asamoah-Stiftung für herzkranke Kinder.
Von 2015 bis 2021 gehörte Dirk Metz dem Aufsichtsrat des Fußball-Bundesligisten FC Schalke 04 an. Sein Nachfolger wurde der frühere Torjäger Youri Mulder. Dirk Metz ist stellvertretender Vorsitzender des Fanclubs Schalke-Union.
Von 2005 bis 2018 begleitete Dirk Metz in Fränkisch-Crumbach ein Hammerwurfmeeting am Mikrofon, Metz ist Ehrenmitglied des Fränkisch-Crumbacher Hammerwurfvereins.
Von 1996 bis 2010 war Metz Mitorganisator des Wallauer Mittsommerlaufes. Er war jahrelang Streckensprecher beim Ironman Germany, der Europameisterschaft im Langstrecken-Triathlon in Frankfurt.
Von 1991 bis Oktober 2018 war Metz Hallensprecher der deutschen Handballnationalmannschaft und saß bei 350 Länderspielen am Mikrofon. Das erste Länderspiel, das er kommentierte, war die Begegnung Deutschland – Jugoslawien in der Ballsporthalle Frankfurt am Main. Als Deutschland bei der Handball-WM 2007 im eigenen Land Weltmeister wurde, war er beim Eröffnungsspiel in Berlin über Spiele in Halle/Westfalen und Dortmund bis zu den Finalspielen in der Kölnarena Hallensprecher.

## Sonstiges
Metz war von 2004 bis 2012 Vorsitzender des Bundesverbandes deutscher Pressesprecher für die Region Hessen/Rheinland-Pfalz/Saarland.
Im Dezember 2011 hatte er an der Seite von Claus Theo Gärtner eine Gastrolle als Justizvollzugsbeamter in der Folge „Der Fall Matula“ der ZDF-Kriminalserie Ein Fall für Zwei.
Metz ist evangelisch und verheiratet mit der ehemaligen hessischen Sozialministerin und späteren Vorstandsvorsitzenden der DKV und ERGO Belgien, Silke Lautenschläger. Die beiden wohnen in Modautal. Aus erster Ehe hat er drei erwachsene Kinder.